# Костино (Свердловская область)
Костино — старинное уральское село в муниципальном образовании Алапаевском Свердловской области России. Центр Костинского территориального управления.

## Население
| 2002 | 2010  |
| ---- | ----- |
| 1208 | ↘1083 |

## География
Село расположено в открытой местности, к северо-востоку от Екатеринбурга, к юго-востоку от Нижнего Тагила и в 28 км к востоку от города Алапаевска (по шоссе 44 км), на левом берегу реки Реж, в 38 км от ближайшей железнодорожной станции Коптелово Свердловской железной дороги. Рядом с селом, к западу от него находится село Останино.

## История
Село Костино было основано в 1621 году. В 1869 году в селе Костинском было волостное правление, сельская школа, церковь, 3 магазина, винная лавка, 6 кузниц, мельница, пожарная станция.
В 1666 году по переписи населения в селе числилось 17 дворов, в 1898 году было 310 дворов с населением 1822 человека.
Екатерининская православная церковь была заложена в 1787 году, закрыта в 1930 году. В её здании размещается дом культуры.
В 1924 году Костино — центр Костинского района Ирбитского округа Уральской области, в административном подчинении которого 14 сельсоветов с 71 населённым пунктом.
В 2002-2003 годах в селе Костине было 425 дворов с населением 1218 человек.

## Инфраструктура
В селе расположены дом культуры с небольшой парком вокруг, действующая деревянная православная церковь Покрова Пресвятой Богородицы на окраине села, средняя школа, музыкальная школа, школьный стадион, детский комбинат, больничный комплекс, в котором расположены 2 общеврачебные практики, стоматологический кабинет, стационар на 20 коек, станция скорой помощи, пожарная часть и опорный пункт полиции, отделения почты и «Сбербанка», работают несколько магазинов.
До села Костино можно добраться на автобусе из Алапаевска.

## Достопримечательности
- Православная Екатерининская церковь постройки XVIII века, в ней расположен дом культуры[3].
- Костинский историко-этнографический музей, открыты по инициативе учителей местной школы и местных краеведов[источник не указан 681 день].
- Родник Василёк, обустроенный в 2001 году, один из победителей областной программы «Родники»[источник не указан 681 день].

## Экономика
- СПК «Колхоз имени Чапаева»,
- СПК «Костинский»,
- СПК ЛПХ «Фермер».